# Copa Sudamericana 2019
La Copa Sudamericana 2019, denominada oficialmente Copa Conmebol Sudamericana 2019, fue la decimoctava edición del torneo organizado por la Confederación Sudamericana de Fútbol, en la que participaron equipos de diez países: Argentina, Bolivia, Brasil, Chile, Colombia, Ecuador, Paraguay, Perú, Uruguay y Venezuela. El certamen tuvo un receso entre la segunda fase y los octavos de final, con motivo de la realización de la Copa América 2019 en Brasil.
El sorteo de la primera fase se realizó el 17 de diciembre de 2018 en Luque, Paraguay, el mismo día que se sortearon las primeras fases de la Copa Libertadores 2019. La final de esta edición del torneo fue la primera a disputarse en estadio neutral, algo que fue ratificado el 14 de agosto de 2018. Inicialmente, el recinto elegido para la final era el Estadio Nacional de la ciudad de Lima, pero la Conmebol, en su reunión de Consejo Directivo del 9 de mayo de 2019, decidió cambiarlo por el Estadio Defensores del Chaco de Asunción, Paraguay. No obstante, el 21 de junio de 2019 se trasladó nuevamente la sede, esta vez al Estadio General Pablo Rojas de la misma ciudad.
El campeón fue Independiente del Valle de Ecuador que derrotó a Colón de Argentina. Gracias al título, clasificó a la Recopa Sudamericana 2020 y la Copa J.League/Sudamericana 2020, aunque esta última fue cancelada por la realización de los Juegos Olímpicos de Tokio 2020. Además, consiguió un cupo para la fase de grupos de la Copa Libertadores 2020.

## Formato del torneo
El formato de esta competencia es igual a la edición anterior, con la diferencia de que a partir de este certamen la final se jugó a un solo partido.
|                            |                            | Equipos que entran en esta fase | Equipos que provienen de la fase anterior    |
| -------------------------- | -------------------------- | --- | -------------------------------------------- |
| Primera fase (44 equipos)  | Primera fase (44 equipos)  | - 22 equipos clasificados de la Zona Norte: - 6 equipos de Brasil y 4 equipos de Colombia, Ecuador, Perú y Venezuela - 22 equipos clasificados de la Zona Sur: - 6 equipos de Argentina y 4 equipos de Chile, Bolivia, Paraguay y Uruguay |                                              |
| Segunda fase (32 equipos)  | Segunda fase (32 equipos)  | - 8 terceros puestos de la fase de grupos de la Copa Libertadores - 2 mejores perdedores de la fase 3 de la Copa Libertadores | - 22 equipos clasificados de la Primera fase |
| Fases finales (16 equipos) | Fases finales (16 equipos) | | - 16 equipos clasificados de la Segunda fase |

### Distribución de cupos
| País                                 | Cupos | Segunda fase | Primera fase |
| ------------------------------------ | ----- | ------------ | ------------ |
| Argentina                            | 6     | –            | 6            |
| Brasil                               | 6     | –            | 6            |
| Bolivia                              | 4     | –            | 4            |
| Chile                                | 4     | –            | 4            |
| Colombia                             | 4     | –            | 4            |
| Ecuador                              | 4     | –            | 4            |
| Paraguay                             | 4     | –            | 4            |
| Perú                                 | 4     | –            | 4            |
| Uruguay                              | 4     | –            | 4            |
| Venezuela                            | 4     | –            | 4            |
| Fase anterior                        | –     | 22           | –            |
| Transferidos de la Copa Libertadores | 10    | 10           | –            |
| Total                                | 54    | 32           | 44           |

### Calendario
Calendario de la competencia de acuerdo a  la página oficial de Conmebol:
| Fase             | Fecha de sorteo         | Ronda          | Ida                   | Vuelta                     |
| ---------------- | ----------------------- | -------------- | --------------------- | -------------------------- |
| Primera Fase     | 17 de diciembre de 2018 | Semana 1 y 3   | 5 al 7 de febrero     | 19 al 21 de febrero        |
| Primera Fase     | 17 de diciembre de 2018 | Semana 2 y 4   | 12 al 14 de febrero   | 26 al 28 de febrero        |
| Primera Fase     | 17 de diciembre de 2018 | Semana 5 y 7   | 19 al 21 de marzo     | 16 al 18 de abril          |
| Primera Fase     | 17 de diciembre de 2018 | Semana 6 y 8   | 2 al 4 de abril       | 30 de abril al 8 de mayo   |
| Segunda Fase     | 13 de mayo de 2019      | Semana 1 y 2   | 21 al 23 de mayo      | 28 al 30 de mayo           |
| Octavos de final | 13 de mayo de 2019      | Semana 1 y 3   | 9 al 11 de julio      | 16 al 18 de julio          |
| Octavos de final | 13 de mayo de 2019      | Semana 2 y 4   | 23 al 25 de julio     | 30 de julio al 1 de agosto |
| Cuartos de final | 13 de mayo de 2019      | Semana 1 y 3   | 6 al 8 de agosto      | 13 al 15 de agosto         |
| Cuartos de final | 13 de mayo de 2019      | Semana 2 y 4   | 20 al 22 de agosto    | 27 al 29 de agosto         |
| Semifinales      | 13 de mayo de 2019      | Semana 1 y 2   | 18 y 19 de septiembre | 25 y 26 de septiembre      |
| Final            | 13 de mayo de 2019      | 9 de noviembre | 9 de noviembre        | 9 de noviembre             |

## Elección de la sede de la final
A partir de esta edición la Conmebol decidió que la final se jugará a un solo partido, en una sede elegida de antemano, al igual que la de la Copa Libertadores. En el Congreso del 14 de agosto de 2018 se eligieron ambos escenarios, entre tres estadios propuestos, recayendo la designación en el Estadio Nacional de Lima.
No obstante, el 9 de mayo de 2019, el Consejo Directivo de la Conmebol decidió cambiar la sede de la final, que en primera instancia iba a ser disputada el 9 de noviembre en el Estadio Defensores del Chaco de Asunción, por estrictas “cuestiones organizativas”.
El 21 de junio, la Conmebol anunció el cambio de sede de la final, esta vez al Estadio General Pablo Rojas de Asunción.
| Paraguay                     |                     |
| Ciudad                       | Estadio             |
| Asunción                     | General Pablo Rojas |
|                              |                     |
| 45 000 espectadores          |                     |
| Final Copa Sudamericana 2019 |                     |

## Equipos participantes
| País              | Equipo                                                                      | Vía de clasificación |
| ----------------- | --------------------------------------------------------------------------- | --- |
| Argentina 6 cupos | Independiente Racing Club Defensa y Justicia Unión Colón Argentinos Juniors | 6.º puesto de la Superliga Argentina 2017-18 7.º puesto de la Superliga Argentina 2017-18 9.º puesto de la Superliga Argentina 2017-18 10.º puesto de la Superliga Argentina 2017-18 11.º puesto de la Superliga Argentina 2017-18 12.º puesto de la Superliga Argentina 2017-18                                        |
| Bolivia 4 cupos   | Royal Pari Oriente Petrolero Nacional Potosí Guabirá                        | 3.º puesto del Torneo Clausura 2018 6.º puesto de la Tabla acumulada de la División Profesional 2018 7.º puesto de la Tabla acumulada de la División Profesional 2018 Ganador de la Liguilla de Perdedores del Torneo Apertura 2018                                                                                     |
| Brasil 6 cupos    | Botafogo Santos Bahia Fluminense Corinthians Chapecoense                    | 9.º puesto del Campeonato Brasileño de Fútbol Serie A 2018 10.º puesto del Campeonato Brasileño Serie A 2018 11.º puesto del Campeonato Brasileño Serie A 2018 12.º puesto del Campeonato Brasileño Serie A 2018 13.º puesto del Campeonato Brasileño Serie A 2018 14.º puesto del Campeonato Brasileño Serie A 2018    |
| Chile 4 cupos     | Deportes Antofagasta Colo-Colo Unión La Calera Unión Española               | 4.º puesto de la Primera División de Chile 2018 5.º puesto de la Primera División de Chile 2018 6.º puesto de la Primera División de Chile 2018 7.º puesto de la Primera División de Chile 2018 |
| Colombia 4 cupos  | Once Caldas La Equidad Rionegro Águilas Deportivo Cali                      | 5.º puesto de la Tabla de reclasificación de la Categoría Primera A 2018 6.º puesto de la Tabla de reclasificación de la Categoría Primera A 2018 7.º puesto de la Tabla de reclasificación de la Categoría Primera A 2018 8.º puesto de la Tabla de reclasificación de la Categoría Primera A 2018                     |
| Ecuador 4 cupos   | Universidad Católica Macará Independiente del Valle Mushuc Runa             | 5.º puesto de la Tabla acumulada del Campeonato Ecuatoriano Serie A 2018 6.º puesto de la Tabla acumulada del Campeonato Ecuatoriano Serie A 2018 7.º puesto de la Tabla acumulada del Campeonato Ecuatoriano Serie A 2018 Ganador del Repechaje por Copa Sudamericana del Campeonato Ecuatoriano Serie A 2018          |
| Paraguay 4 cupos  | Sol de América Independiente CG Deportivo Santaní Guaraní                   | 5.º puesto de la Tabla acumulada del Campeonato de Primera División 2018 6.º puesto de la Tabla acumulada del Campeonato de Primera División 2018 7.º puesto de la Tabla acumulada del Campeonato de Primera División 2018 Campeón de la Copa Paraguay 2018                                                             |
| Perú 4 cupos      | Deportivo Municipal Sport Huancayo UTC Binacional                           | 5.º puesto de la Tabla acumulada del Campeonato Descentralizado 2018 6.º puesto de la Tabla acumulada del Campeonato Descentralizado 2018 7.º puesto de la Tabla acumulada del Campeonato Descentralizado 2018 8.º puesto de la Tabla acumulada del Campeonato Descentralizado 2018                                     |
| Uruguay 4 cupos   | Cerro Liverpool Montevideo Wanderers River Plate                            | 5.º puesto de la Tabla anual del Campeonato Uruguayo de Primera División 2018 6.º puesto de la Tabla anual del Campeonato Uruguayo de Primera División 2018 7.º puesto de la Tabla anual del Campeonato Uruguayo de Primera División 2018 8.º puesto de la Tabla anual del Campeonato Uruguayo de Primera División 2018 |
| Venezuela 4 cupos | Zulia Mineros de Guayana Monagas Estudiantes de Mérida                      | Campeón de la Copa Venezuela 2018 Subcampeón del Torneo Apertura 2018 1.º puesto de la Tabla general del Torneo Clausura 2018 6.º puesto de la Tabla acumulada de la Primera División 2018 |

### Equipos transferidos
| Fase                        | Equipo | Vía de clasificación |
| --------------------------- | --- | --- |
| Fase de grupos 8 cupos      | Palestino Deportivo Lara Sporting Cristal Peñarol Atlético Mineiro Melgar Deportes Tolima Universidad Católica | 3.º puesto del Grupo A de la Copa Libertadores 2019 3.º puesto del Grupo B de la Copa Libertadores 2019 3.º puesto del Grupo C de la Copa Libertadores 2019 3.º puesto del Grupo D de la Copa Libertadores 2019 3.º puesto del Grupo E de la Copa Libertadores 2019 3.º puesto del Grupo F de la Copa Libertadores 2019 3.º puesto del Grupo G de la Copa Libertadores 2019 3.º puesto del Grupo H de la Copa Libertadores 2019 |
| Fase clasificatoria 2 cupos | Atlético Nacional Caracas                                                                                      | 1.º puesto entre los eliminados de la Fase 3 de la Copa Libertadores 2019 2.º puesto entre los eliminados de la Fase 3 de la Copa Libertadores 2019 |

### Distribución geográfica de los equipos
Distribución geográfica de las sedes de los equipos participantes:

## Sorteo

### Primera fase
El sorteo de la primera fase se realizó el 17 de diciembre de 2018 en Luque, Paraguay, el mismo día en que se sorteó la Copa Libertadores 2019. Se dividió a todos los clasificados en dos bombos, según su ubicación geográfica, en norte y sur. Luego se emparejó a uno de una región con uno de la otra.
| Bombo 1 (Zona Sur) | Bombo 2 (Zona Norte) |
| --- | --- |
| - Argentinos Juniors - Colón - Defensa y Justicia - Independiente - Racing Club - Unión - Guabirá - Nacional Potosí - Oriente Petrolero - Royal Pari - Colo-Colo - Deportes Antofagasta - Unión Española - Unión La Calera - Deportivo Santaní - Guaraní - Independiente CG - Sol de América - Cerro - Liverpool - Montevideo Wanderers - River Plate | - Bahia - Botafogo - Chapecoense - Corinthians - Fluminense - Santos - Deportivo Cali - La Equidad - Once Caldas - Rionegro Águilas - Independiente del Valle - Macará - Mushuc Runa - Universidad Católica - Binacional - Deportivo Municipal - Sport Huancayo - UTC - Estudiantes de Mérida - Mineros de Guayana - Monagas - Zulia |

### Segunda fase
El sorteo de la segunda fase se realizó el 13 de mayo. Se colocó a los equipos en dos bombos, en el 1 fueron ubicados los diez que provienen de la Copa Libertadores 2019, más los seis equipos con mejor desempeño de la primera fase; mientras que en el bombo 2 se ubicaron los dieciséis equipos restantes clasificados en la primera fase. Se extrajeron primero los del bolillero 2 y se fueron ubicando en el primer lugar de cada llave, denominadas O1 al O16. Luego se completaron los emparejamientos con los equipos del primer bolillero, los que serán locales en el partido de vuelta. Luego, los equipos ganadores serán numerados del 1 al 16, según el orden de las llaves de octavos, enfrentándose en forma predeterminada los mejor con los peor ubicados (O1 vs. O16, O2 vs. O15 y así sucesivamente). En los cruces posteriores ejercerá la localía en el desquite aquel que tenga menor número de orden.
| Bombo 1 | Bombo 2 |
| --- | --- |
| - Colón - Independiente - Atlético Mineiro - Botafogo - Palestino - Universidad Católica - Atlético Nacional - Deportes Tolima - Macará - Deportivo Santaní - Melgar - Sporting Cristal - Cerro - Peñarol - Caracas - Deportivo Lara | - Argentinos Juniors - Royal Pari - Corinthians - Fluminense - Unión Española - Unión La Calera - Deportivo Cali - La Equidad - Rionegro Águilas - Independiente del Valle - Universidad Católica - Sol de América - Liverpool - Montevideo Wanderers - River Plate - Zulia |

## Primera fase
Los partidos de ida se jugaron entre el 5 de febrero y el 4 de abril, y los de vuelta entre el 30 de abril y el 8 de mayo.
| Fechas                      | Local en la ida      | Global       | Local en la vuelta      | Ida | Vuelta |
| --------------------------- | -------------------- | ------------ | ----------------------- | --- | ------ |
| 21 de marzo y 18 de abril   | Montevideo Wanderers | 3:1          | Sport Huancayo          | 2:0 | 1:1    |
| 7 y 21 de febrero           | Bahia                | 0:1          | Liverpool               | 0:1 | 0:0    |
| 3 de abril y 1 de mayo      | Independiente        | 6:2          | Binacional              | 4:1 | 2:1    |
| 21 de marzo y 17 de abril   | Rionegro Águilas     | 2:2 (3:0 p.) | Oriente Petrolero       | 1:1 | 1:1    |
| 4 de abril y 8 de mayo      | Argentinos Juniors   | 2:1          | Estudiantes de Mérida   | 2:0 | 0:1    |
| 19 de marzo y 16 de abril   | Deportivo Municipal  | 0:5          | Colón                   | 0:3 | 0:2    |
| 19 de marzo y 18 de abril   | Unión Española       | 2:2 (6:5 p.) | Mushuc Runa             | 1:1 | 1:1    |
| 3 y 30 de abril             | UTC                  | 2:4          | Cerro                   | 1:1 | 1:3    |
| 7 y 21 de febrero           | Deportivo Santaní    | 3:1          | Once Caldas             | 1:1 | 2:0    |
| 2 y 30 de abril             | Universidad Católica | 1:1 (3:0 p.) | Colo-Colo               | 0:1 | 1:0    |
| 12 y 26 de febrero          | River Plate (v.)     | 1:1          | Santos                  | 0:0 | 1:1    |
| 12 y 28 de febrero          | Macará               | 5:1          | Guabirá                 | 2:1 | 3:0    |
| 14 y 27 de febrero          | Royal Pari           | 3:3 (4:2 p.) | Monagas                 | 2:1 | 1:2    |
| 2 de abril y 1 de mayo      | Mineros de Guayana   | 1:1 (3:4 p.) | Sol de América          | 1:0 | 0:1    |
| 5 y 19 de febrero           | Unión La Calera (v.) | 1:1          | Chapecoense             | 0:0 | 1:1    |
| 4 de abril y 2 de mayo      | Deportivo Cali       | 1:1 (4:1 p.) | Guaraní                 | 1:0 | 0:1    |
| 19 de marzo y 16 de abril   | Nacional Potosí      | 1:1 (0:2 p.) | Zulia                   | 0:1 | 1:0    |
| 14 y 27 de febrero          | Corinthians          | 2:2 (5:4 p.) | Racing Club             | 1:1 | 1:1    |
| 20 de marzo y 16 de abril   | Independiente CG     | 0:0 (3:4 p.) | La Equidad              | 0:0 | 0:0    |
| 26 de febrero y 21 de marzo | Fluminense           | 2:1          | Deportes Antofagasta    | 0:0 | 2:1    |
| 20 de marzo y 17 de abril   | Unión                | 2:2 (2:4 p.) | Independiente del Valle | 2:0 | 0:2    |
| 6 y 20 de febrero           | Botafogo             | 4:0          | Defensa y Justicia      | 1:0 | 3:0    |

## Segunda fase
Los partidos de ida se jugaron entre el 21 y el 23 de mayo y los de vuelta entre el 28 y el 30 de mayo. En esta etapa participaron los 22 equipos clasificados en la Primera fase y los 10 transferidos de la Copa Libertadores 2019.
| Fechas          | Local en la ida         | Global       | Local en la vuelta   | Ida | Vuelta | Llave     |
| --------------- | ----------------------- | ------------ | -------------------- | --- | ------ | --------- |
| 22 y 29 de mayo | La Equidad              | 4:1          | Deportivo Santaní    | 2:0 | 2:1    | Octavo 1  |
| 23 y 30 de mayo | Independiente del Valle | 7:3          | Universidad Católica | 5:0 | 2:3    | Octavo 2  |
| 23 y 29 de mayo | Fluminense              | 4:2          | Atlético Nacional    | 4:1 | 0:1    | Octavo 3  |
| 21 y 28 de mayo | Unión Española          | 0:6          | Sporting Cristal     | 0:3 | 0:3    | Octavo 4  |
| 23 y 30 de mayo | Argentinos Juniors      | 1:0          | Deportes Tolima      | 1:0 | 0:0    | Octavo 5  |
| 23 y 30 de mayo | Montevideo Wanderers    | 1:0          | Cerro                | 0:0 | 1:0    | Octavo 6  |
| 21 y 28 de mayo | Universidad Católica    | 6:0          | Melgar               | 6:0 | 0:0    | Octavo 7  |
| 21 y 28 de mayo | Unión La Calera         | 1:1 (0:3 p.) | Atlético Mineiro     | 1:0 | 0:1    | Octavo 8  |
| 22 y 29 de mayo | Sol de América          | 0:5          | Botafogo             | 0:1 | 0:4    | Octavo 9  |
| 21 y 28 de mayo | Rionegro Águilas        | 3:4          | Independiente        | 3:2 | 0:2    | Octavo 10 |
| 23 y 30 de mayo | Corinthians             | 4:0          | Deportivo Lara       | 2:0 | 2:0    | Octavo 11 |
| 21 y 28 de mayo | River Plate             | 1:3          | Colón                | 0:0 | 1:3    | Octavo 12 |
| 22 y 29 de mayo | Zulia                   | 3:1          | Palestino            | 2:1 | 1:0    | Octavo 13 |
| 22 y 29 de mayo | Deportivo Cali          | 1:3          | Peñarol              | 1:1 | 0:2    | Octavo 14 |
| 22 y 28 de mayo | Liverpool               | 1:2          | Caracas              | 1:0 | 0:2    | Octavo 15 |
| 21 y 29 de mayo | Royal Pari (v.)         | 3:3          | Macará               | 1:0 | 2:3    | Octavo 16 |

## Fase final
La fase final constó de cuatro etapas: octavos de final, cuartos de final, semifinales y final. Se disputaron por eliminación directa en partidos de ida y vuelta, excepto la final, que se jugó a partido único. A partir de los octavos de final, se utilizó el árbitro asistente de video (VAR).

### Cuadro de desarrollo
|  | Octavos de final          | Octavos de final          | Octavos de final          | Octavos de final          | Octavos de final          |   |       | Cuartos de final            | Cuartos de final  | Cuartos de final  | Cuartos de final  | Cuartos de final  |  |   | Semifinales             | Semifinales            | Semifinales            | Semifinales            | Semifinales            |  |   | Final                   | Final          | Final          |  |
|  | 9 de julio al 1 de agosto | 9 de julio al 1 de agosto | 9 de julio al 1 de agosto | 9 de julio al 1 de agosto | 9 de julio al 1 de agosto |   |       | 6 al 29 de agosto           | 6 al 29 de agosto | 6 al 29 de agosto | 6 al 29 de agosto | 6 al 29 de agosto |  |   | 18 al 26 de septiembre  | 18 al 26 de septiembre | 18 al 26 de septiembre | 18 al 26 de septiembre | 18 al 26 de septiembre |  |   | 9 de noviembre          | 9 de noviembre | 9 de noviembre |  |
|  |                           |                           |                           |                           |                           |   |       |                             |                   |                   |                   |                   |  |   |                         |                        |                        |                        |                        |  |   |                         |                |                |  |
|  |                           |                           |                           |                           |                           |   |       |                             |                   |                   |                   |                   |  |   |                         |                        |                        |                        |                        |  |   |                         |                |                |  |
|  | 2                         | Independiente del Valle   | 0                         | 2                         | 2                         |   |       |                             |                   |                   |                   |                   |  |   |                         |                        |                        |                        |                        |  |   |                         |                |                |  |
|  | 2                         | Independiente del Valle   | 0                         | 2                         | 2                         |   |       |                             |                   |                   |                   |                   |  |   |                         |                        |                        |                        |                        |  |   |                         |                |                |  |
|  | 15                        | Caracas                   | 0                         | 0                         | 0                         |   |       |                             |                   |                   |                   |                   |  |   |                         |                        |                        |                        |                        |  |   |                         |                |                |  |
|  | 15                        | Caracas                   | 0                         | 0                         | 0                         |   | 2     | Independiente del Valle (v) | 1                 | 1                 | 2                 |                   |  |   |                         |                        |                        |                        |                        |  |   |                         |                |                |  |
|  |                           |                           |                           |                           |                           |   | 2     | Independiente del Valle (v) | 1                 | 1                 | 2                 |                   |  |   |                         |                        |                        |                        |                        |  |   |                         |                |                |  |
|  |                           |                           | 10                        | Independiente             | 2                         | 0 | 2     |                             |                   |                   |                   |                   |  |   |                         |                        |                        |                        |                        |  |   |                         |                |                |  |
|  | 7                         | Universidad Católica      | 10                        | Independiente             | 2                         | 0 | 2     | 0                           | 3                 | 3                 |                   |                   |  |   |                         |                        |                        |                        |                        |  |   |                         |                |                |  |
|  | 7                         | Universidad Católica      |                           |                           |                           |   |       |                             |                   | 3                 |                   |                   |  |   |                         |                        |                        |                        |                        |  |   |                         |                |                |  |
|  | 10                        | Independiente (v)         | 1                         | 2                         | 3                         |   |       |                             |                   |                   |                   |                   |  |   |                         |                        |                        |                        |                        |  |   |                         |                |                |  |
|  | 10                        | Independiente (v)         | 1                         | 2                         | 3                         |   |       |                             |                   |                   |                   |                   |  | 2 | Independiente del Valle | 2                      | 2                      | 4                      |                        |  |   |                         |                |                |  |
|  |                           |                           |                           |                           |                           |   |       |                             |                   |                   |                   |                   |  | 2 | Independiente del Valle | 2                      | 2                      | 4                      |                        |  |   |                         |                |                |  |
|  |                           |                           | 11                        | Corinthians               | 0                         | 2 | 2     |                             |                   |                   |                   |                   |  |   |                         |                        |                        |                        |                        |  |   |                         |                |                |  |
|  | 3                         | Fluminense                | 11                        | Corinthians               | 0                         | 2 | 2     | 2                           | 3                 | 5                 |                   |                   |  |   |                         |                        |                        |                        |                        |  |   |                         |                |                |  |
|  | 3                         | Fluminense                |                           |                           |                           |   |       |                             |                   | 5                 |                   |                   |  |   |                         |                        |                        |                        |                        |  |   |                         |                |                |  |
|  | 14                        | Peñarol                   | 1                         | 1                         | 2                         |   |       |                             |                   |                   |                   |                   |  |   |                         |                        |                        |                        |                        |  |   |                         |                |                |  |
|  | 14                        | Peñarol                   | 1                         | 1                         | 2                         |   | 3     | Fluminense                  | 0                 | 1                 | 1                 |                   |  |   |                         |                        |                        |                        |                        |  |   |                         |                |                |  |
|  |                           |                           |                           |                           |                           |   | 3     | Fluminense                  | 0                 | 1                 | 1                 |                   |  |   |                         |                        |                        |                        |                        |  |   |                         |                |                |  |
|  |                           |                           | 11                        | Corinthians (v)           | 0                         | 1 | 1     |                             |                   |                   |                   |                   |  |   |                         |                        |                        |                        |                        |  |   |                         |                |                |  |
|  | 6                         | Montevideo Wanderers      | 11                        | Corinthians (v)           | 0                         | 1 | 1     | 0                           | 1                 | 1                 |                   |                   |  |   |                         |                        |                        |                        |                        |  |   |                         |                |                |  |
|  | 6                         | Montevideo Wanderers      |                           |                           |                           |   |       |                             |                   | 1                 |                   |                   |  |   |                         |                        |                        |                        |                        |  |   |                         |                |                |  |
|  | 11                        | Corinthians               | 2                         | 2                         | 4                         |   |       |                             |                   |                   |                   |                   |  |   |                         |                        |                        |                        |                        |  |   |                         |                |                |  |
|  | 11                        | Corinthians               | 2                         | 2                         | 4                         |   |       |                             |                   |                   |                   |                   |  |   |                         |                        |                        |                        |                        |  | 2 | Independiente del Valle | 3              |                |  |
|  |                           |                           |                           |                           |                           |   |       |                             |                   |                   |                   |                   |  |   |                         |                        |                        |                        |                        |  | 2 | Independiente del Valle | 3              |                |  |
|  |                           |                           | 12                        | Colón                     | 1                         |   |       |                             |                   |                   |                   |                   |  |   |                         |                        |                        |                        |                        |  |   |                         |                |                |  |
|  | 1                         | La Equidad                | 12                        | Colón                     | 1                         | 2 | 2     | 4                           |                   |                   |                   |                   |  |   |                         |                        |                        |                        |                        |  |   |                         |                |                |  |
|  | 1                         | La Equidad                |                           |                           |                           |   |       |                             |                   |                   |                   |                   |  |   |                         |                        |                        |                        |                        |  |   |                         |                |                |  |
|  | 16                        | Royal Pari                | 1                         | 1                         | 2                         |   |       |                             |                   |                   |                   |                   |  |   |                         |                        |                        |                        |                        |  |   |                         |                |                |  |
|  | 16                        | Royal Pari                | 1                         | 1                         | 2                         |   | 1     | La Equidad                  | 1                 | 1                 | 2                 |                   |  |   |                         |                        |                        |                        |                        |  |   |                         |                |                |  |
|  |                           |                           |                           |                           |                           |   | 1     | La Equidad                  | 1                 | 1                 | 2                 |                   |  |   |                         |                        |                        |                        |                        |  |   |                         |                |                |  |
|  |                           |                           | 8                         | Atlético Mineiro          | 2                         | 3 | 5     |                             |                   |                   |                   |                   |  |   |                         |                        |                        |                        |                        |  |   |                         |                |                |  |
|  | 8                         | Atlético Mineiro          | 8                         | Atlético Mineiro          | 2                         | 3 | 5     | 1                           | 2                 | 3                 |                   |                   |  |   |                         |                        |                        |                        |                        |  |   |                         |                |                |  |
|  | 8                         | Atlético Mineiro          |                           |                           |                           |   |       |                             |                   | 3                 |                   |                   |  |   |                         |                        |                        |                        |                        |  |   |                         |                |                |  |
|  | 9                         | Botafogo                  | 0                         | 0                         | 0                         |   |       |                             |                   |                   |                   |                   |  |   |                         |                        |                        |                        |                        |  |   |                         |                |                |  |
|  | 9                         | Botafogo                  | 0                         | 0                         | 0                         |   |       |                             |                   |                   |                   |                   |  | 8 | Atlético Mineiro        | 1                      | 2                      | 3 (3)                  |                        |  |   |                         |                |                |  |
|  |                           |                           |                           |                           |                           |   |       |                             |                   |                   |                   |                   |  | 8 | Atlético Mineiro        | 1                      | 2                      | 3 (3)                  |                        |  |   |                         |                |                |  |
|  |                           |                           | 12                        | Colón (p)                 | 2                         | 1 | 3 (4) |                             |                   |                   |                   |                   |  |   |                         |                        |                        |                        |                        |  |   |                         |                |                |  |
|  | 5                         | Argentinos Juniors        | 12                        | Colón (p)                 | 2                         | 1 | 3 (4) | 1                           | 0                 | 1 (3)             |                   |                   |  |   |                         |                        |                        |                        |                        |  |   |                         |                |                |  |
|  | 5                         | Argentinos Juniors        |                           |                           |                           |   |       |                             |                   | 1 (3)             |                   |                   |  |   |                         |                        |                        |                        |                        |  |   |                         |                |                |  |
|  | 12                        | Colón (p)                 | 0                         | 1                         | 1 (4)                     |   |       |                             |                   |                   |                   |                   |  |   |                         |                        |                        |                        |                        |  |   |                         |                |                |  |
|  | 12                        | Colón (p)                 | 0                         | 1                         | 1 (4)                     |   | 12    | Colón                       | 0                 | 4                 | 4                 |                   |  |   |                         |                        |                        |                        |                        |  |   |                         |                |                |  |
|  |                           |                           |                           |                           |                           |   | 12    | Colón                       | 0                 | 4                 | 4                 |                   |  |   |                         |                        |                        |                        |                        |  |   |                         |                |                |  |
|  |                           |                           | 13                        | Zulia                     | 1                         | 0 | 1     |                             |                   |                   |                   |                   |  |   |                         |                        |                        |                        |                        |  |   |                         |                |                |  |
|  | 4                         | Sporting Cristal          | 13                        | Zulia                     | 1                         | 0 | 1     | 0                           | 3                 | 3                 |                   |                   |  |   |                         |                        |                        |                        |                        |  |   |                         |                |                |  |
|  | 4                         | Sporting Cristal          |                           |                           |                           |   |       |                             |                   | 3                 |                   |                   |  |   |                         |                        |                        |                        |                        |  |   |                         |                |                |  |
|  | 13                        | Zulia (v)                 | 1                         | 2                         | 3                         |   |       |                             |                   |                   |                   |                   |  |   |                         |                        |                        |                        |                        |  |   |                         |                |                |  |
|  | 13                        | Zulia (v)                 | 1                         | 2                         | 3                         |   |       |                             |                   |                   |                   |                   |  |   |                         |                        |                        |                        |                        |  |   |                         |                |                |  |
|  |                           |                           |                           |                           |                           |   |       |                             |                   |                   |                   |                   |  |   |                         |                        |                        |                        |                        |  |   |                         |                |                |  |

- Nota: En cada llave, el equipo con el menor número de orden es el que define la serie como local.

### Octavos de final
| 9 de julio de 2019, 20:30 | Royal Pari | 1:2 (1:0) | La Equidad           | Estadio Ramón Aguilera, Santa Cruz                          |                                                             |
|                           | Vargas 6'  | Reporte   | E. González 79', 89' | Asistencia: 8453 espectadores Árbitro(s): Arnaldo Samaniego | Asistencia: 8453 espectadores Árbitro(s): Arnaldo Samaniego |

| 16 de julio de 2019, 19:30 | La Equidad                    | 2:1 (0:1) | Royal Pari   | Estadio El Campín, Bogotá                                  |                                                            |
|                            | Riquett 76' · E. González 86' | Reporte   | Mosquera 15' | Asistencia: 14 467 espectadores Árbitro(s): Alexis Herrera | Asistencia: 14 467 espectadores Árbitro(s): Alexis Herrera |

| 24 de julio de 2019, 21:30 | Botafogo | 0:1 (0:1) | Atlético Mineiro | Estadio Nilton Santos, Río de Janeiro                     |                                                           |
|                            |          | Reporte   | Vinícius 36'     | Asistencia: 30 276 espectadores Árbitro(s): Raphael Claus | Asistencia: 30 276 espectadores Árbitro(s): Raphael Claus |

| 31 de julio de 2019, 21:30 | Atlético Mineiro                | 2:0 (0:0) | Botafogo | Estadio Independencia, Belo Horizonte                      |                                                            |
|                            | Fábio Santos 77' · Vinícius 86' | Reporte   |          | Asistencia: 28 019 espectadores Árbitro(s): Wilton Sampaio | Asistencia: 28 019 espectadores Árbitro(s): Wilton Sampaio |

| 23 de julio de 2019, 16:00 | Zulia         | 1:0 (0:0) | Sporting Cristal | Estadio José Encarnación, Maracaibo                   |                                                       |
|                            | Feltscher 59' | Reporte   |                  | Asistencia: 6156 espectadores Árbitro(s): Eber Aquino | Asistencia: 6156 espectadores Árbitro(s): Eber Aquino |

| 30 de julio de 2019, 17:15 | Sporting Cristal                      | 3:2 (0:1) | Zulia                         | Estadio Alejandro Villanueva, Lima                           |                                                              |
|                            | Sandoval 69', 90+5' · C. Gonzales 75' | Reporte   | Maldonado 12' · Velásquez 85' | Asistencia: 15 033 espectadores Árbitro(s): Anderson Daronco | Asistencia: 15 033 espectadores Árbitro(s): Anderson Daronco |

| 11 de julio de 2019, 21:30 | Colón | 0:1 (0:1) | Argentinos Juniors | Estadio Estanislao López, Santa Fe                           |                                                              |
|                            |       | Reporte   | M. Romero 38'      | Asistencia: 24 714 espectadores Árbitro(s): Esteban Ostojich | Asistencia: 24 714 espectadores Árbitro(s): Esteban Ostojich |

| 18 de julio de 2019, 21:30 | Argentinos Juniors                                                       | 0:1 (0:0) (3:4 p.)         | Colón                                                                       | Estadio Diego Maradona, Buenos Aires                         |                                                              |
|                            |                                                                          | Reporte                    | Bernardi 69'                                                                | Asistencia: 20 605 espectadores Árbitro(s): Anderson Daronco | Asistencia: 20 605 espectadores Árbitro(s): Anderson Daronco |
|                            |                                                                          | Tiros desde el punto penal |                                                                             |                                                              |                                                              |
|                            | Silva · Batallini · Montero · Hauche · Torrén · F. Mac Allister · Ybáñez |                            | Ortiz · Fritzler · Chancalay · Aliendro · L. Rodríguez · Bernardi · Olivera |                                                              |                                                              |

| 10 de julio de 2019, 16:00 | Caracas | 0:0     | Independiente del Valle | Estadio Olímpico de la UCV, Caracas                    |                                                        |
|                            |         | Reporte |                         | Asistencia: 10 219 espectadores Árbitro(s): Ivo Méndez | Asistencia: 10 219 espectadores Árbitro(s): Ivo Méndez |

| 17 de julio de 2019, 19:30 | Independiente del Valle | 2:0 (0:0) | Caracas | Estadio Olímpico Atahualpa, Quito                           |                                                             |
|                            | Franco 62' · Dájome 76' | Reporte   |         | Asistencia: 15 031 espectadores Árbitro(s): Leodán González | Asistencia: 15 031 espectadores Árbitro(s): Leodán González |

| 25 de julio de 2019, 21:30 | Independiente | 1:0 (0:0) | Universidad Católica | Estadio Libertadores de América, Avellaneda                  |                                                              |
|                            | Hernández 55' | Reporte   |                      | Asistencia: 28 500 espectadores Árbitro(s): Jesús Valenzuela | Asistencia: 28 500 espectadores Árbitro(s): Jesús Valenzuela |

| 1 de agosto de 2019, 19:30 | Universidad Católica                             | 3:2 (1:0) | Independiente               | Estadio Olímpico Atahualpa, Quito                      |                                                        |
|                            | Vides 19' (pen.) · W. Chalá 79' · Amarilla 90+1' | Reporte   | Benítez 51' · Hernández 71' | Asistencia: 10 346 espectadores Árbitro(s): Piero Maza | Asistencia: 10 346 espectadores Árbitro(s): Piero Maza |

| 23 de julio de 2019, 21:30 | Peñarol          | 1:2 (0:1) | Fluminense           | Estadio Campeón del Siglo, Montevideo                         |                                                               |
|                            | G. Rodríguez 89' | Reporte   | Y. González 15', 70' | Asistencia: 22 659 espectadores Árbitro(s): Arnaldo Samaniego | Asistencia: 22 659 espectadores Árbitro(s): Arnaldo Samaniego |

| 30 de julio de 2019, 21:30 | Fluminense                             | 3:1 (2:0) | Peñarol    | Estadio Maracaná, Río de Janeiro                             |                                                              |
|                            | Marcos Paulo 1', 47' · Y. González 25' | Reporte   | Viatri 69' | Asistencia: 35 071 espectadores Árbitro(s): Patricio Loustau | Asistencia: 35 071 espectadores Árbitro(s): Patricio Loustau |

| 25 de julio de 2019, 21:30 (UTC-3) | Corinthians                | 2:0 (1:0) | Montevideo Wanderers | Arena Corinthians, São Paulo                            |                                                         |
|                                    | Clayson 20' · Pedrinho 86' | Reporte   |                      | Asistencia: 24 400 espectadores Árbitro(s): José Argote | Asistencia: 24 400 espectadores Árbitro(s): José Argote |

| 1 de agosto de 2019, 21:30 | Montevideo Wanderers | 1:2 (0:0) | Corinthians          | Estadio Gran Parque Central, Montevideo               |                                                       |
|                            | Bravo 50'            | Reporte   | Vágner Love 47', 61' | Asistencia: 9030 espectadores Árbitro(s): Eber Aquino | Asistencia: 9030 espectadores Árbitro(s): Eber Aquino |

### Cuartos de final
| 20 de agosto de 2019, 21:30 | Atlético Mineiro     | 2:1 (1:1) | La Equidad        | Estadio Independencia, Belo Horizonte                           |                                                                 |
|                             | Jair 28' · Elias 80' | Reporte   | Camacho 7' (pen.) | Asistencia: 22 445 espectadores Árbitro(s): Mario Díaz de Vivar | Asistencia: 22 445 espectadores Árbitro(s): Mario Díaz de Vivar |

| 27 de agosto de 2019, 19:30 | La Equidad | 1:3 (0:1) | Atlético Mineiro                  | Estadio El Campín, Bogotá                                    |                                                              |
|                             | Mier 47'   | Reporte   | Réver 19' · Chará 52' · Elias 76' | Asistencia: 19 941 espectadores Árbitro(s): Esteban Ostojich | Asistencia: 19 941 espectadores Árbitro(s): Esteban Ostojich |

| 8 de agosto de 2019, 16:00 | Zulia        | 1:0 (0:0) | Colón | Estadio José Encarnación, Maracaibo                      |                                                          |
|                            | Casquete 88' | Reporte   |       | Asistencia: 25 232 espectadores Árbitro(s): Andrés Cunha | Asistencia: 25 232 espectadores Árbitro(s): Andrés Cunha |

| 15 de agosto de 2019, 21:30 | Colón                                                       | 4:0 (0:0) | Zulia | Estadio Estanislao López, Santa Fe                      |                                                         |
|                             | Morelo 46' · L. Rodríguez 64' · Chancalay 81' · Lértora 89' | Reporte   |       | Asistencia: 33 018 espectadores Árbitro(s): Eber Aquino | Asistencia: 33 018 espectadores Árbitro(s): Eber Aquino |

| 6 de agosto de 2019, 21:30 | Independiente            | 2:1 (0:0) | Independiente del Valle | Estadio Libertadores de América, Avellaneda            |                                                        |
|                            | Romero 74' (pen.), 90+1' | Reporte   | J. Sánchez 60'          | Asistencia: 38 533 espectadores Árbitro(s): Diego Haro | Asistencia: 38 533 espectadores Árbitro(s): Diego Haro |

| 13 de agosto de 2019, 19:30 | Independiente del Valle | 1:0 (0:0) | Independiente | Estadio Olímpico Atahualpa, Quito                         |                                                           |
|                             | Nieto 77'               | Reporte   |               | Asistencia: 20 344 espectadores Árbitro(s): Roberto Tobar | Asistencia: 20 344 espectadores Árbitro(s): Roberto Tobar |

| 22 de agosto de 2019, 21:30 | Corinthians | 0:0     | Fluminense | Arena Corinthians, São Paulo                             |                                                          |
|                             |             | Reporte |            | Asistencia: 38 444 espectadores Árbitro(s): Andrés Rojas | Asistencia: 38 444 espectadores Árbitro(s): Andrés Rojas |

| 29 de agosto de 2019, 21:30 | Fluminense      | 1:1 (0:0) | Corinthians  | Estadio Maracaná, Río de Janeiro                       |                                                        |
|                             | Pablo Dyego 83' | Reporte   | Pedrinho 54' | Asistencia: 49 349 espectadores Árbitro(s): Diego Haro | Asistencia: 49 349 espectadores Árbitro(s): Diego Haro |

### Semifinales
| 19 de septiembre de 2019, 21:30 (UTC-3) | Colón                         | 2:1 (0:1) | Atlético Mineiro | Estadio Brig. Gral. Estanislao López, Santa Fe             |                                                            |
|                                         | Morelo 51' · L. Rodríguez 85' | Reporte   | Chará 35'        | Asistencia: 36 517 espectadores Árbitro(s): Alexis Herrera | Asistencia: 36 517 espectadores Árbitro(s): Alexis Herrera |

| 26 de septiembre de 2019, 21:30 (UTC-3) | Atlético Mineiro                                     | 2:1 (1:0) (3:4 p.)         | Colón                                               | Estadio Mineirão, Belo Horizonte                         |                                                          |
|                                         | Di Santo 38' · Chará 50'                             | Reporte                    | L. Rodríguez 81' (pen.)                             | Asistencia: 59 109 espectadores Árbitro(s): Andrés Rojas | Asistencia: 59 109 espectadores Árbitro(s): Andrés Rojas |
|                                         |                                                      | Tiros desde el punto penal |                                                     |                                                          |                                                          |
|                                         | Fábio Santos · Vinícius · Di Santo · Réver · Cazares |                            | Morelo · Ortiz · Chancalay · Olivera · L. Rodríguez |                                                          |                                                          |

| 18 de septiembre de 2019, 21:30 (UTC-3) | Corinthians | 0:2 (0:1) | Independiente del Valle | Arena Corinthians, São Paulo                                |                                                             |
|                                         |             | Reporte   | Torres 44', 68'         | Asistencia: 44 509 espectadores Árbitro(s): Leodán González | Asistencia: 44 509 espectadores Árbitro(s): Leodán González |

| 25 de septiembre de 2019, 19:30 (UTC-5) | Independiente del Valle     | 2:2 (0:1) | Corinthians                      | Estadio Olímpico Atahualpa, Quito                      |                                                        |
|                                         | J. Sánchez 68' · Cabeza 90' | Reporte   | Boselli 29' · Clayson 87' (pen.) | Asistencia: 36 884 espectadores Árbitro(s): Piero Maza | Asistencia: 36 884 espectadores Árbitro(s): Piero Maza |

### Final
| 9 de noviembre de 2019, 17:30 (UTC-3)                                                                            | Independiente del Valle               | 3:1 (2:0) | Colón       | Estadio General Pablo Rojas, Asunción                     |                                                           |
| | León 24' · Sánchez 41' · Dájome 90+5' | Reporte   | Olivera 88' | Asistencia: 44 828 espectadores Árbitro(s): Raphael Claus | Asistencia: 44 828 espectadores Árbitro(s): Raphael Claus |
| El partido se suspendió a los 30 minutos del primer tiempo debido a la intensa lluvia que cayó sobre el estadio. |                                       |           |             |                                                           |                                                           |

| 14         | Guardameta     | Jorge Pinos          |     |
| 27         | Defensa        | Fernando León        |     |
| 5          | Defensa        | Richard Schunke      |     |
| 4          | Defensa        | Anthony Landázuri    |     |
| 2          | Defensa        | Luis Segovia         |     |
| 16         | Centrocampista | Cristian Pellerano   |     |
| 11         | Centrocampista | Cristian Dájome      |     |
| 21         | Centrocampista | Alan Franco          |     |
| 10         | Centrocampista | Efrén Mera           | 79' |
| 15         | Centrocampista | Jhon Sánchez         | 74' |
| 8          | Delantero      | Gabriel Torres       | 85' |
| Entrenador | Entrenador     | Miguel Ángel Ramírez |     |

| 1          | Guardameta     | Leonardo Burián      |     |
| 24         | Defensa        | Guillermo Ortiz      |     |
| 6          | Defensa        | Emanuel Olivera      |     |
| 19         | Defensa        | Alex Vigo            | 65' |
| 13         | Defensa        | Gonzalo Escobar      | 69' |
| 8          | Centrocampista | Fernando Zuqui       |     |
| 21         | Centrocampista | Federico Lértora     |     |
| 23         | Centrocampista | Christian Bernardi   | 76' |
| 28         | Centrocampista | Marcelo Estigarribia |     |
| 27         | Delantero      | Wilson Morelo        |     |
| 10         | Delantero      | Luis Rodríguez       |     |
| Entrenador | Entrenador     | Pablo Lavallén       |     |

| 9  | Delantero      | Alejandro Cabeza  | 74' |
| 24 | Centrocampista | Roberto Garcés    | 79' |
| 8  | Delantero      | Washington Corozo | 85' |

| 29 | Delantero      | Jorge Ortega    | 65' |
| 30 | Centrocampista | Gabriel Esparza | 69' |
| 12 | Delantero      | Tomás Chancalay | 76' |

| Anotado | 24'   | Fernando León   | 1–0 |
| Anotado | 41'   | Jhon Sánchez    | 2–0 |
| Anotado | 90+5' | Cristian Dájome | 3–1 |

| Anotado | 88' | Emanuel Olivera | 2–1 |

| Amonestado | 49' | Anthony Landazuri |
| Amonestado | 75' | Cristian Dájome   |

| Árbitro              | Raphael Claus       |
| Árbitros asistentes  | Emerson de Carvalho |
| Árbitros asistentes  | Bruno Pires         |
| Cuarto árbitro       | Alexis Herrera      |
| VAR                  | Daniel Fedorczuk    |
| Adicionales VAR      | Víctor Carrillo     |
| Adicionales VAR      | Danilo Manis        |
| Adicionales VAR      | Nicolás Tarán       |
| Observador VAR       | Carlos Astroza      |
| Asesor Internacional | Enrique Cáceres     |

| 14         | Guardameta     | Jorge Pinos          |     |
| 27         | Defensa        | Fernando León        |     |
| 5          | Defensa        | Richard Schunke      |     |
| 4          | Defensa        | Anthony Landázuri    |     |
| 2          | Defensa        | Luis Segovia         |     |
| 16         | Centrocampista | Cristian Pellerano   |     |
| 11         | Centrocampista | Cristian Dájome      |     |
| 21         | Centrocampista | Alan Franco          |     |
| 10         | Centrocampista | Efrén Mera           | 79' |
| 15         | Centrocampista | Jhon Sánchez         | 74' |
| 8          | Delantero      | Gabriel Torres       | 85' |
| Entrenador | Entrenador     | Miguel Ángel Ramírez |     |

| 1          | Guardameta     | Leonardo Burián      |     |
| 24         | Defensa        | Guillermo Ortiz      |     |
| 6          | Defensa        | Emanuel Olivera      |     |
| 19         | Defensa        | Alex Vigo            | 65' |
| 13         | Defensa        | Gonzalo Escobar      | 69' |
| 8          | Centrocampista | Fernando Zuqui       |     |
| 21         | Centrocampista | Federico Lértora     |     |
| 23         | Centrocampista | Christian Bernardi   | 76' |
| 28         | Centrocampista | Marcelo Estigarribia |     |
| 27         | Delantero      | Wilson Morelo        |     |
| 10         | Delantero      | Luis Rodríguez       |     |
| Entrenador | Entrenador     | Pablo Lavallén       |     |

| 9  | Delantero      | Alejandro Cabeza  | 74' |
| 24 | Centrocampista | Roberto Garcés    | 79' |
| 8  | Delantero      | Washington Corozo | 85' |

| 29 | Delantero      | Jorge Ortega    | 65' |
| 30 | Centrocampista | Gabriel Esparza | 69' |
| 12 | Delantero      | Tomás Chancalay | 76' |

| Anotado | 24'   | Fernando León   | 1–0 |
| Anotado | 41'   | Jhon Sánchez    | 2–0 |
| Anotado | 90+5' | Cristian Dájome | 3–1 |

| Anotado | 88' | Emanuel Olivera | 2–1 |

| Amonestado | 49' | Anthony Landazuri |
| Amonestado | 75' | Cristian Dájome   |

| Árbitro              | Raphael Claus       |
| Árbitros asistentes  | Emerson de Carvalho |
| Árbitros asistentes  | Bruno Pires         |
| Cuarto árbitro       | Alexis Herrera      |
| VAR                  | Daniel Fedorczuk    |
| Adicionales VAR      | Víctor Carrillo     |
| Adicionales VAR      | Danilo Manis        |
| Adicionales VAR      | Nicolás Tarán       |
| Observador VAR       | Carlos Astroza      |
| Asesor Internacional | Enrique Cáceres     |

|                                             |
| Bandera de Ecuador                          |
| Campeón Independiente del Valle 1.er título |

## Estadísticas

### Goleadores
| Jugador             | Club                    | Goles | PJ |
| ------------------- | ----------------------- | ----- | -- |
| Silvio Romero       | Independiente           | 5     | 8  |
| Erik Lima           | Botafogo                | 4     | 5  |
| Brayan Moya         | Zulia                   | 4     | 8  |
| Luis Rodríguez      | Colón                   | 4     | 10 |
| Vágner Love         | Corinthians             | 4     | 10 |
| Alejandro Cabeza    | Independiente del Valle | 4     | 11 |
| Cristian Dájome     | Independiente del Valle | 4     | 11 |
| João Pedro          | Fluminense              | 3     | 4  |
| Michael Estrada     | Macará                  | 3     | 4  |
| Christofer Gonzales | Sporting Cristal        | 3     | 4  |
| Christian Ortiz     | Sporting Cristal        | 3     | 4  |
| Ethan González      | La Equidad              | 3     | 5  |
| Wilson Morelo       | Colón                   | 3     | 6  |
| John Jairo Mosquera | Royal Pari              | 3     | 6  |
| Pablo Hernández     | Independiente           | 3     | 7  |
| Cecilio Domínguez   | Independiente           | 3     | 7  |
| Yony González       | Fluminense              | 3     | 8  |
| Yimmi Chará         | Atlético Mineiro        | 3     | 8  |
| Christian Bernardi  | Colón                   | 3     | 11 |
| Jhon Sánchez        | Independiente del Valle | 3     | 11 |

### Asistentes
| Jugador            | Club                    | Asistencias |
| ------------------ | ----------------------- | ----------- |
| Cristian Pellerano | Independiente del Valle | 6           |
| Alejandro Cabeza   | Independiente del Valle | 4           |
| Luis Rodríguez     | Colón                   | 4           |
| Martín Benítez     | Independiente           | 3           |
| Armando Vargas     | La Equidad              | 3           |
| Elías              | Atlético Mineiro        | 3           |
| Yony González      | Fluminense              | 3           |
| Omar Siles         | Royal Pari              | 3           |

### Equipo ideal
| Equipo Ideal 2019 | Equipo Ideal 2019     | Equipo Ideal 2019       |
| Pos.              | Futbolista            | Equipo                  |
| ----------------- | --------------------- | ----------------------- |
| Guardameta        | Leo Morales           | Zulia                   |
| Defensa           | Fagner                | Corinthians             |
| Defensa           | Richard Schunke       | Independiente del Valle |
| Defensa           | Emmanuel Olivera      | Colón                   |
| Centrocampista    | Cristian Dájome       | Independiente del Valle |
| Centrocampista    | Cristian Pellerano    | Independiente del Valle |
| Centrocampista    | Elias                 | Atlético Mineiro        |
| Centrocampista    | Brayan Moya           | Zulia                   |
| Delantero         | Silvio Romero         | Independiente           |
| Delantero         | Alejandro Cabeza      | Independiente del Valle |
| Delantero         | Luis Miguel Rodríguez | Colón                   |